# Ius italicum
Ius Italicum (Llatí, llei italiana i llatina) era un honor conferit a determinades ciutats de l'Imperi Romà pels emperadors. No descrivia cap estatus de ciutadania, però concedia a les comunitats fora d'Itàlia la ficció legal que estaven en sòl italià. Això significava que es governava sota llei romana en lloc de la llei local o hel·lenística, tenia un major grau d'autonomia en les seves relacions amb els governadors provincials, tots els nascuts a la ciutat adquirien automàticament la ciutadania romana, i els terrenys de la ciutat estaven exempts de certs impostos. Com a ciutadans de Roma, la gent podia comprar i vendre propietats, estaven exempts de l'impost sobre la terra i de l'impost de capitació i tenien dret a ser protegits per la llei romana.
Algunes de les ciutats que tenien l'honor de ser Ius Italicum eren Baalbek, Antioquia de Pisídia, Stobi, Cassandria o Philippi.